# Quat'Sous
Quat'Sous (né le 27 mars 1982, mort le 8 septembre 2005) est un étalon bai de race Selle français, qui a concouru en saut d'obstacles (CSO). Il est le demi-frère de Narcos II par sa mère, Gemini. Devenu étalon national, Quat'Sous a participé à des épreuves internationales avec l'équipe de France de CSO sous la selle d'Éric Navet et d'Édouard Coupérie, et remporté plusieurs Grands Prix internationaux. Parmi ses poulains réputés, on compte Australe, Discrete IV, Alfa du Mare et Dollar du Mesnil.

## Histoire
Il naît le 1er juin 1982 à l'élevage de Jean Brohier, le Haras de Tamerville dans la Manche, en Normandie (France),. Acquis par les Haras nationaux, il est monté par Éric Navet et Édouard Coupérie. Il meurt le 8 septembre 2005.

## Description
Quat'Sous est un étalon bai inscrit au stud-book du Selle français, avec le label « originel ». Il toise 1,70 m.

## Palmarès
Il participe à des épreuves en Coupe des Nations et Concours international de saut d'obstacles (CSIO). Il  atteint un Indice de saut d'obstacles (ISO) de 178 en 1993. 
- 1995 : Vainqueur du Grand Prix du Jumping international de Bourg-en-Bresse, avec Édouard Coupérie[3].

## Origines
Quat'Sous est un fils de l'étalon Selle français Kayack et de la jument Gemini, par Tanael,,. Il compte 50 % d'ancêtres Pur-sang.

## Descendance
Quat'Sous est disponible à la reproduction de 1987 jusqu'à 2018 (en insémination artificielle), et est le père de 85 poulains recensés par la Fédération équestre internationale (FEI). Il est réputé être un bon reproducteur pour les chevaux d'obstacle, en particulier avec des juments ayant de l'os. Il est le père de Australe, Discrète IV, Dollar du Mesnil, Jo de Labarde, Ultra Platière, Divin Brécéen, Dollar Boy, Bahia de Safray, Furka du Mont et Duc de Corbou.